# Johann Christian Woltaer
Johann Christian Woltaer (auch: Woltär, Wältär, Voltär; * 24. Juni 1744 in Werder, Mittelmark; † 21. Juni 1815 in Halle (Saale)) war ein deutscher Rechtswissenschaftler.

## Leben
Der Sohn eines Pfarrers hatte anfänglich durch einen Privatlehrer Unterricht erhalten. Bereits mit dreizehn Jahren studierte er 1757 in der Universität Frankfurt (Oder) Mathematik, alte und neue Sprachen und widmete sich der Theologie. Ostern 1761 wechselte er zu einem Rechtsstudium, wurde 1763 in juristische Ämter in Berlin befördert und beteiligte sich in diesem Amte an den Feierlichkeiten zur Wahl des römischen Königs Joseph II.
1766 wurde er Hofmeister eines Edelmanns aus Hannover, den er an die Universität Göttingen begleitete. Bald darauf absolvierte er mit diesem eine Bildungsreise durch Holland, England und Frankreich. Beide besuchten auch Wien, Regensburg, Wetzlar und Mainz, wo sie sich die Fürstenhöfe angeschaut hatten. Privaten Angelegenheiten folgend gelangte Woltaer 1770 über die Universität Leipzig und die Universität Wittenberg nach Berlin zurück.
1772 ging er an der Universität Halle, wo er mit der Inauguralschrift De sucessione agnatorum in fendo paterno legitime lineali, non graduali, nee mixta zum Doktor der Rechte promovierte und Vorlesungen über Lehnrecht und Institutionen abhielt. 1773 berief man ihn in Halle in den Schöppenstuhl. Damit verbunden wurde er Assessor am Berg- und Talgericht. Diese Stelle legte er 1775 nieder, da er als ordentlicher Professor und außerordentlicher Beisitzer an die juristische Fakultät der Hallenser Hochschule berufen wurde.
Er war ein beliebter Lehrer, der über das römische Recht las. 1778 stieg er in die vierte Beisitzerstelle an der juristischen Fakultät auf und hatte 1780 in der Erklärung der Pandekten unter 286 Juristen 84 Zuhörer. Als jedoch die juristische Fakultät nach Ernst Ferdinand Kleins Abgang 1781 Woltaers Beförderung zu ihrem Ordinarius und zum Universitätsprorektor beantragte, erfolgte eine derbe Abfertigung des Oberkuratoriums.
Der Justizminister Julius Eberhard von Massow (1750–1816) warf ihm in dem Bericht an den König vor, nicht gewissenhaft zu sein, schlechte Zucht zu üben und sich trotz seines Leugnens an die geistliche Examinationskommission herangedrängt zu haben. Woltaer überwand auch diese kleinen Probleme. Er avancierte 1782 in die dritte Beisitzerstelle der juristischen Fakultät, wurde im selben Jahr Prorektor der Hallenser Hochschule, stieg zum Ordinarius der juristischen Fakultät auf und war auch 1791/92 in das Amt des Prorektors der Hallenser Alma Mater gewählt worden.
Seine juristischen Vorlesungen waren in seiner Anfangszeit bei den Studenten überaus beliebt gewesen. 1799 ging die Besucherzahl seine Vorlesungen über Kirchenrecht zurück. Sie wuchs wieder 1801/02, als er über Staatsrecht las. Er hatte zudem 1778 vom preußischen Hof die Erlaubnis erhalten, auch historische Vorlesungen zu halten und erwarb 1808 auch den akademischen Grad eines Magisters der Philosophie.
Woltaer ist am 1. Februar 1790 in die Freimaurerloge Zu den drei Degen in Halle aufgenommen worden, der er bis zu seinem Tode angehörte. Er starb an Altersschwäche als weithin geachteter Jurist. Woltaer besaß in Halle ein Haus in der Großen Märkerstraße 20.

## Werke (Auswahl)
- Diss. de successione agnatorum in feudo paterno. Halle 1772
- Diss. de feudo alienabili. Halle 1772
- Progr. de feudis Marchiciis allodificatis censsuali qualitati haud obnoxis. Halle 1772
- Car. Henr. Moelleri primae linese usus practici distinctionum feudalium, cum animadversionibus Baleckii & fuis edidit. Rostock 1775
- Diss. de via petendae restitutionis in integrum praetorise secndum doctrinam Romanorum praecipue quadriennali hodie vero perpetus ad L. ult. C. de temp. restit in integrum. Halle 1776 (Der Responent D. Glück soll der wahre Verfasser sein)
- Observationum, quae ad jus civile & Brandenburgicum pertinent. Pasciculus I. Halle 1777, Pas. II. Halle 1779
- Diss. de condictionum indole atque natura. Halle 1777(von ihm betreute Dissertation)
- Grundsätze der Rechtsgelehrtheit für diejenigen, welche nicht Juristen sind. Halle 1785
- Jo. Gottl. Heineccii Elementa juris civilis S. O. Institut Justiniani f. commoda auditoribus methodo adornata, iterum relegit, polivit & praelectionibus academicis magis adaptavit. Halle 1785
- Ausführung der Schuldlosigkeit der akademischen Rechtslehrer an dem Verfall der ächten Rechtsgelehrsamkeit. Nebst Anzeige seiner im Sommerhalbjahr zu haltenden Vorlesungen. Halle 1789
- A. L. C. Schmidii Principia jurisprudenttiae ecclesiasticae pontificorum, methodo systematica adornata et passim supp'eta, in auditorii sui usum recensuit. Halle 1789
- Hallische juristische Bibliothek. 1. Versuch Torn 1794, 2. Versuch Thorn 1794, 3. Versuch Thorn 1794
- Commentarii juris Justinianei novissimi ex ipsis fontibus deoucti. Teil I Halle 1796
- Einleitung zum Landrecht für sämtliche Preussische Staaten. 1. Teil Halle 1796us querelae de inofficioso testamento sparsi. Halle 1778